# Кюкюньян
Кюкюнья́н (фр. Cucugnan) — коммуна во Франции, находится в регионе Лангедок — Руссильон. Департамент коммуны — Од. Входит в состав кантона Тюшан. Округ коммуны — Нарбонна.
Код INSEE коммуны — 11113.

## Население
Население коммуны на 2008 год составляло 135 человек.
| 1962 | 1968 | 1975 | 1982 | 1990 | 1999 | 2008 |
| ---- | ---- | ---- | ---- | ---- | ---- | ---- |
| 157  | 124  | 102  | 113  | 128  | 113  | 135  |

## Экономика
В 2007 году среди 82 человек в трудоспособном возрасте (15—64 лет) 65 были экономически активными, 17 — неактивными (показатель активности — 79,3 %, в 1999 году было 64,8 %). Из 65 активных работали 52 человека (27 мужчин и 25 женщин), безработных было 13 (7 мужчин и 6 женщин). Среди 17 неактивных 4 человека были учениками или студентами, 6 — пенсионерами, 7 были неактивными по другим причинам.

## Достопримечательности
- Мельница Омер
- Замок Керибю
- Церковь Сен-Жюльен-э-Сент-Базилис
- Перевал Мори

## Фотогалерея

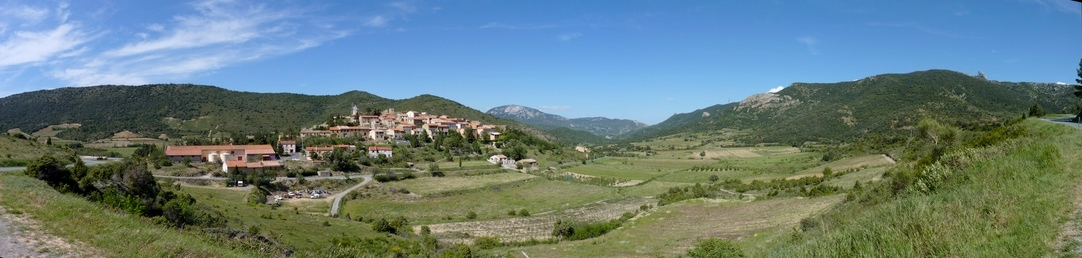
Кюкюньян
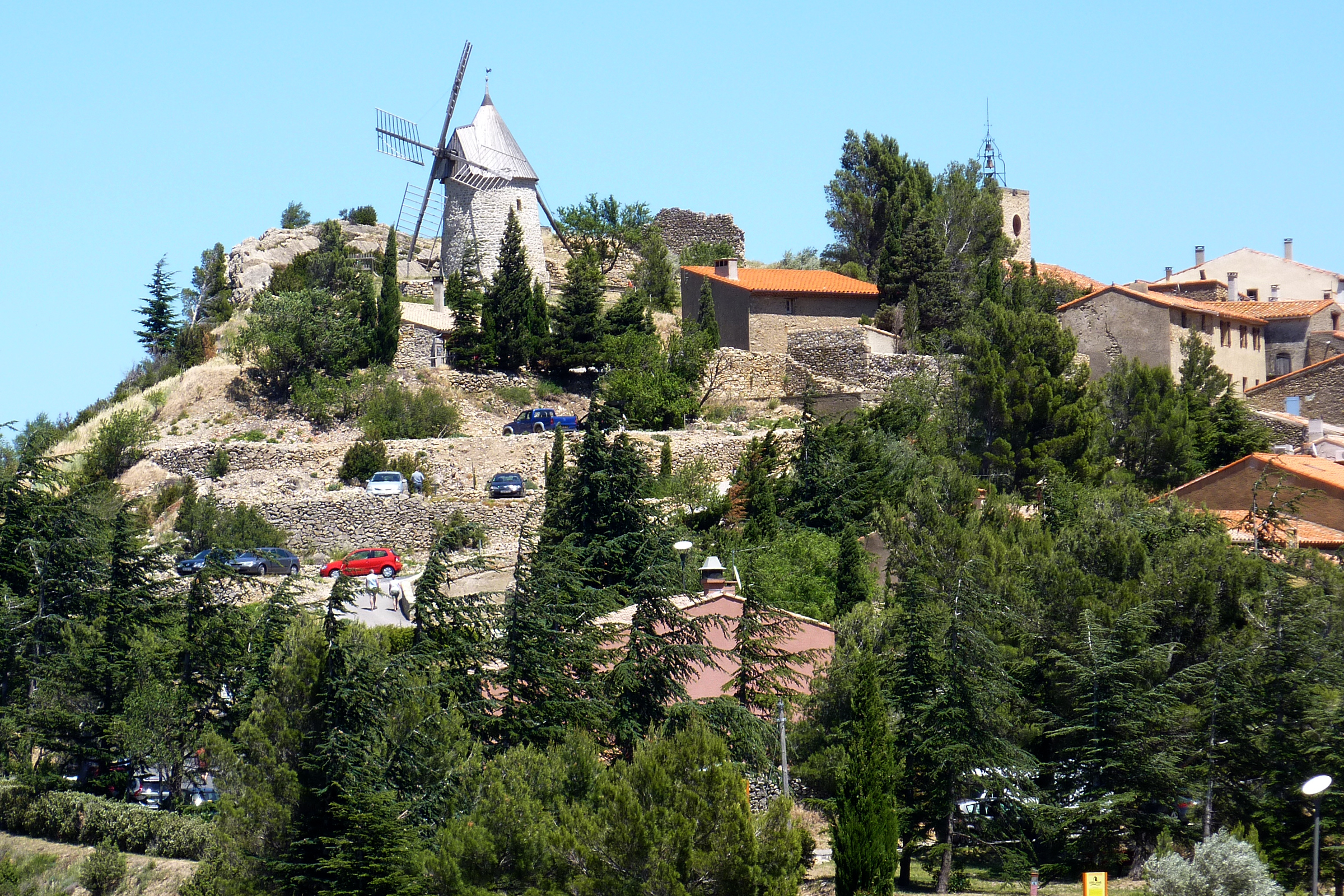
Кюкюньян
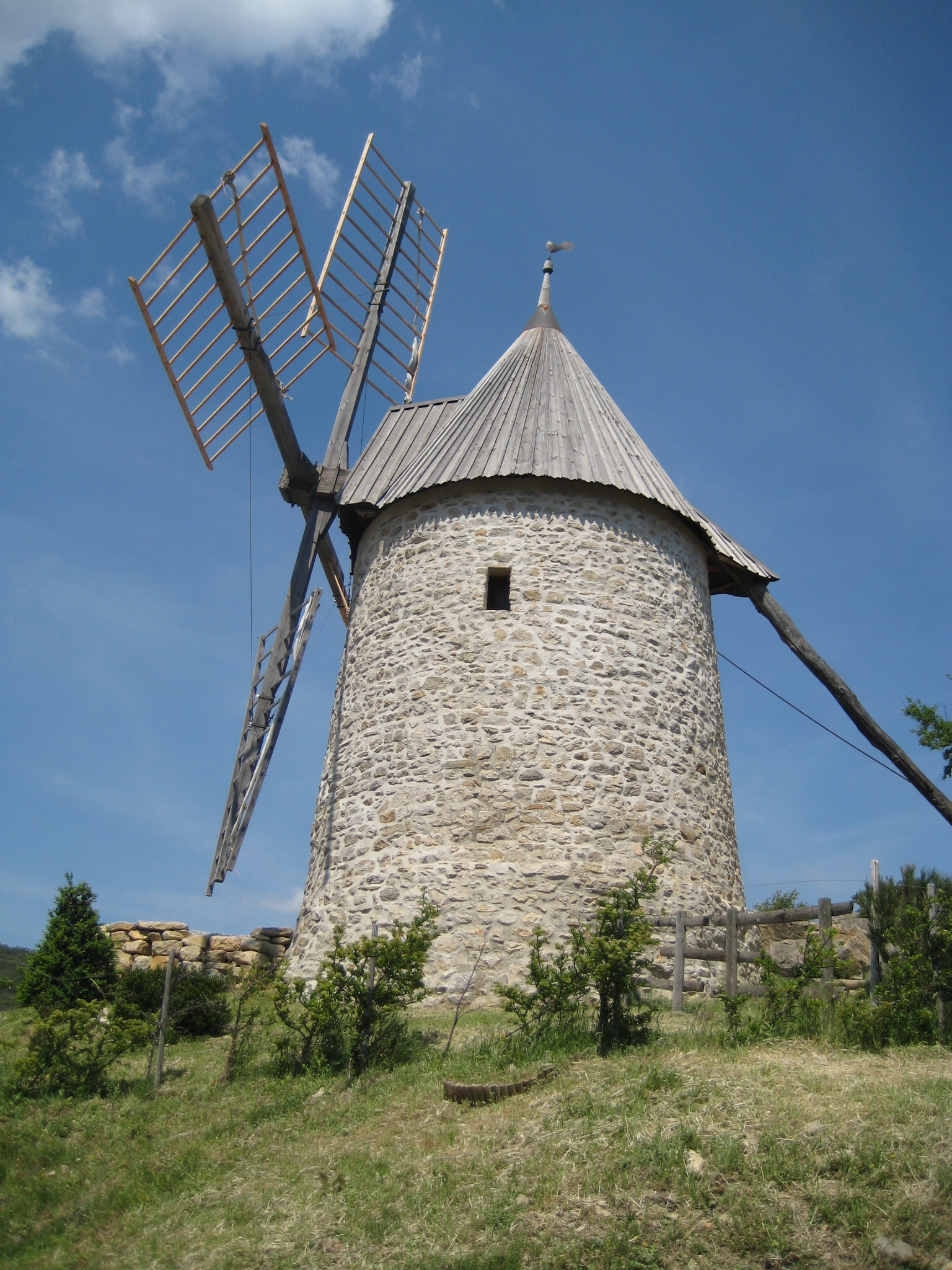
Мельница
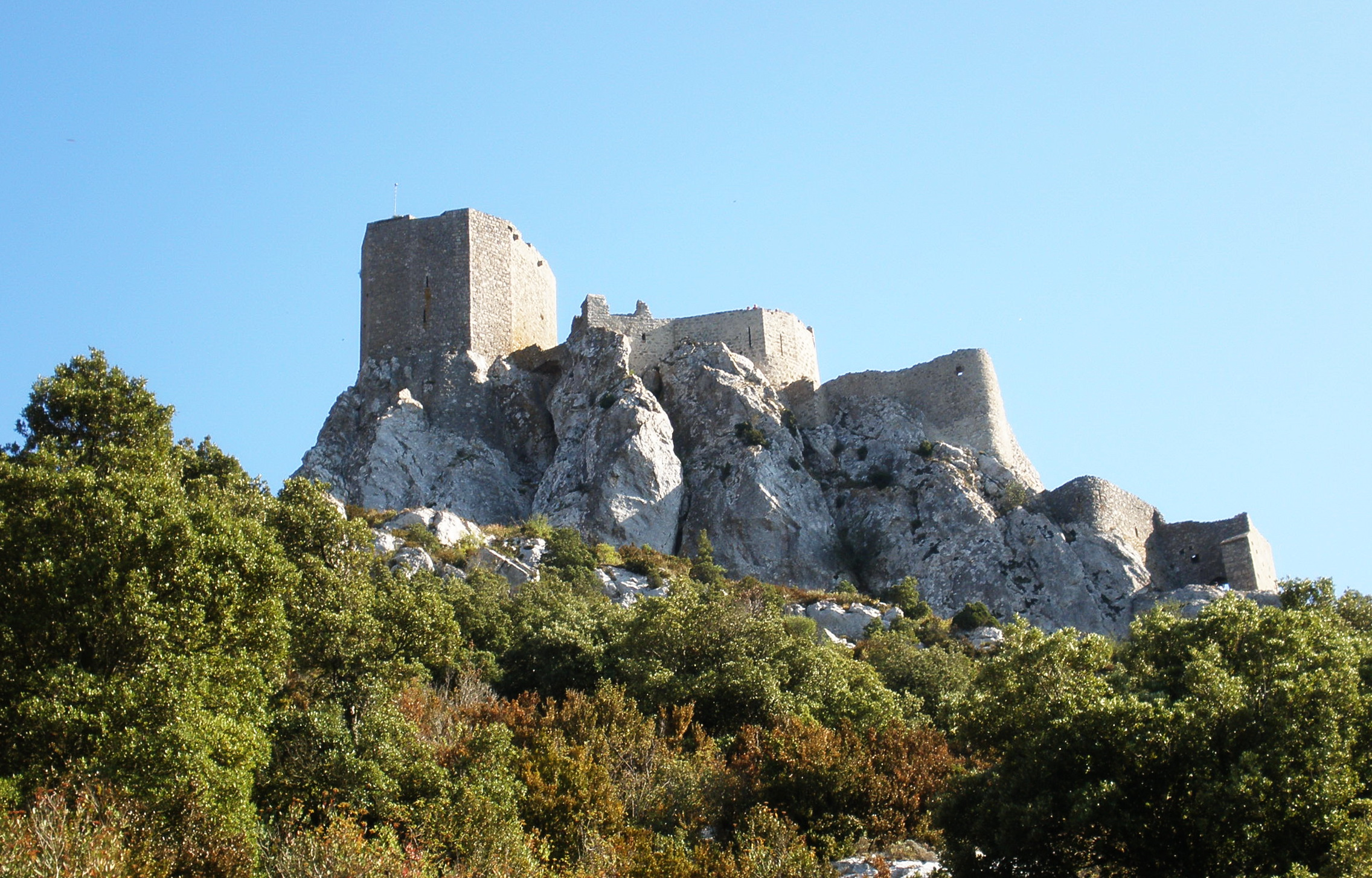
Замок Керибю